# Немчинова (деревня)
Немчинова — нежилая деревня в Сургутском районе, Ханты-Мансийского автономного округа — Югры Тюменской области России. Почтовый индекс — 628401.

## География
Располагается на левом берегу протоки Юганская Обь, в 16 километрах к югу от Сургута.
Климат
Климат резко континентальный, зима суровая, с сильными ветрами и метелями, продолжающаяся семь месяцев. Лето относительно тёплое, но быстротечное.

## Население
Количество постоянного населения неизвестно (на картах обозначается как нежилое). По данным Ханты-Мансийского фонда ОМС 6 человек на момент постановки на учёт были зарегистрированы в Немчинове.